# 홍지영 (영화 감독)
홍지영(1971년 10월 24일 ~ )은 대한민국의 영화 감독, 영화 각본가이다.

## 참여 작품

### 영화
- 1999년 《로자 이야기》(단편) - 연출
- 2000년 《인터뷰》 - 연출부
- 2008년 《서양골동양과자점 앤티크》 - 각색
- 2009년 《키친》 - 연출, 각본
- 2012년 《무서운 이야기》 - 연출, 각색
- 2012년 《가족시네마》 - 연출
- 2013년 《결혼전야》 - 연출, 각색
- 2016년 《당신, 거기 있어줄래요》 - 연출, 각본
- 2021년 《새해전야》 - 연출, 각본

### 드라마
- 《대도시의 사랑법》 (TVING, 2024년) - 5~6회 연출

## TV 프로그램
- 1998년 KBS2 《TV는 사랑을 싣고》- 윤정수의 첫사랑

## 경력
- 2017년 제7회 서울배리어프리영화제 홍보대사

## 수상
- 2012년 제6회 시네마 디지털 서울 무비꼴라쥬상